# Marcus Gilbert
Marcus Gilbert (* 29. Juli 1958) ist ein britischer Schauspieler.

## Leben
Nach seinem Abschluss 1981 an der Mountview Academy of Theatre Arts wurde Marcus Gilbert Mitglied bei der Odyssey Theatre Company, die durch Londoner Schulen tourte, um Stücke aufzuführen. Anschließend spielte er am Dundee Repertory Theatre und am Manchester Library Theater. Parallel dazu arbeitete er als Schauspieler für Werbespots und begann ab 1983 mit dem Fernsehfilm So spielt das Leben auch in kleineren Rollen vor der Kamera mitzuspielen. Seine beiden bekanntesten Rollen sind die des Tomask in Rambo III und des Lord Arthur in Armee der Finsternis.

## Filmografie (Auswahl)
- 1983: So spielt das Leben (The Weather in the Streets)
- 1986: Der Biggels-Effekt (Biggles: Adventures in Time)
- 1987: Wagnis der Liebe (A Hazard of Hearts)
- 1988: Rambo III
- 1989: Verschwörung in L.A. (Chameleons)
- 1990: Ein Phantom in Monte Carlo (A Ghost in Monte Carlo)
- 1992: Armee der Finsternis (Army of Darkness)
- 1993: Vom Haß getrieben (Riders)
- 2008: Freebird – Was für ein Trip! (Freebird)